# Hans Otto Baumann
Hans Otto Baumann (* 21. November 1862 in Zürich; † 14. Februar 1927 ebenda) war ein Schweizer Maler.

## Leben und Werk
Baumann war der Sohn des Kaufmanns Kaspar Baumann-Zürrer und dessen Ehefrau Barbara Bertha (* 3. Februar 1832 in Hausen am Albis; † 1912), die Tochter des Seidenfabrikanten Jacob Zürrer (1805–1870), der 1825 die spätere Weisbrod-Zürrer AG begründete.
Er besuchte die Kunstschule des South-Kensington-Museums in London. Anschliessend studierte er in Paris an der Académie Julian bei William Adolphe Bouguereau und Tony Robert-Fleury Aktzeichnen und bei Fernand Cormon das Aktmalen. Bekannt wurde er durch seine Porträts, u. a. von der Schriftstellerin Dora Melegari (1849–1924) und Emma Wedekind (1847–1915), der Frau von Johannes von Miquel.